# S Tupi (S-30)

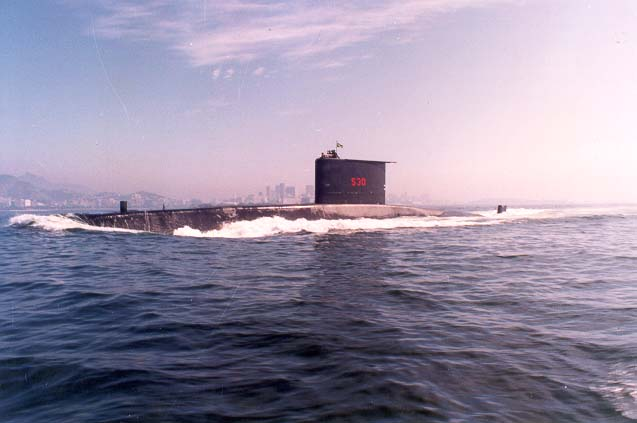
Tupi

S Tupi (S-30) es un submarino de ataque Tipo 209 de la Marina de Brasil asignado en 1989. Es el primero de la clase Tupi, compuesta por otros cuatro submarinos.
Fue construido por Howaldtswerke-Deutsche Werft (HDW) de Kiel (Alemania Occidental).
En 2019 surgió la posibilidad de una venta del Tupi a Argentina junto a otros submarinos de su misma clase; aunque esta posibilidad no ha concretado por el momento.